# Peter Rieger (Konzertveranstalter)
Peter Rieger (* 12. April 1953 in Frankfurt am Main; † 29. Januar 2017) war ein deutscher Konzert- und Tourneeveranstalter.

## Werdegang
Gemeinsam mit seiner damaligen Frau Jutta Schremmer-Rieger gründete Peter Rieger 1983 in Köln die Peter Rieger Konzertagentur (PRK). Seit 1975 organisierte er Konzerttourneen zunächst mit deutschen Künstlern, unter anderem mit BAP. Rieger arbeitete unter anderem auch für die damals größte Veranstaltungsagentur Lippmann & Rau. Später kooperierte er auch mit dem Konzertveranstalter Marcel Avram. Sein erster großer internationaler Künstler war Peter Gabriel, für den er 1983 eine Tournee durchführte. Er organisierte Konzerte für Künstler, darunter U2, Pink, Taylor Swift, Genesis, Joe Cocker, Phil Collins, Paul McCartney, Tina Turner, Elton John, Rolling Stones, Lionel Richie, Janet Jackson, David Bowie, Cher, Lou Reed, Prince, Mariah Carey, Meat Loaf, Whitney Houston, A-ha und Andreas Bourani. Auf Initiative von Rieger trat die amerikanische Künstlerin Barbra Streisand, die es als Jüdin immer abgelehnt hatte, in Deutschland zu spielen, auf der Berliner Waldbühne auf. Auf Einladung des damals für die Jugend zuständigen Mitglieds des SED-Zentralkomitees und späteren Staatsratsvorsitzenden der DDR, Egon Krenz, veranstaltete er 1988 das „Konzert für den Frieden“ im Osten Berlins mit James Brown und Joe Cocker.
1987 startete Rieger zusammen mit Ernst-Ludwig Hartz in Berlin und auf der Loreley (St. Goarshausen) das Bizarre-Festival, das sich im Verlauf der Jahre zu einem zweitägigen Event entwickelte.
Riegers Agentur ermöglichte am 21. Juli 1990 die Rockoper „The Wall“ mit Roger Waters auf dem Gelände des heutigen Potsdamer Platzes, damals noch Niemandsland, das vor dem Aufbau der 170 Meter breiten Bühne erst einmal nach Minen abgesucht wurde. Das Konzert fand sowohl auf dem Westberliner als auch auf dem Ostberliner Sektor statt. Peter Rieger brachte im April 1995 das Musical Tommy von The Who nach Deutschland. Im Juli 2000 ging Rieger gemeinsam mit der Marek Lieberberg Konzertagentur und anderen eine strategische Kooperation mit der CTS Eventim AG ein, die 70 Prozent der PRK übernahm.
Rieger organisierte Open-Air-Konzerte für klassische Musik mit den Drei Tenören. So ließ er den Opern-Star Luciano Pavarotti zum ersten Mal vor rund 21.000 Zuschauern auf der Berliner Waldbühne auftreten. Für Pavarotti veranstaltete Rieger europaweite Tourneen, unter anderem mit Auftritten auf dem Roten Platz in Moskau und vor dem Eiffelturm in Paris.
Zum Jahresende 2015 gab Rieger seine Tätigkeit als Geschäftsführer der Peter Rieger Konzertagentur auf, blieb jedoch beratender Gesellschafter des Unternehmens.

## Auszeichnungen
- 1992: Billboard Touring Award in der Kategorie Top Boxscore für drei hintereinander ausverkaufte Stadionkonzerte in Hannover von Genesis mit über 200.000 Tickets.[13]
- 2004: Verleihung des „Promoters Promotor Award“ auf der Branchenmesse ILMC (International Live Music Conference)[14]
- 2006: Live Entertainment Award für die „Beste Hallen/Arena-Tournee“ mit George Michael
- 2008: Live Entertainment Award Preis der Jury für das erste Deutschlandkonzert von Barbra Streisand
- 2009: Live Entertainment Award für die „Beste Hallen/Arena-Tournee“ mit Pink
- 2009: Live Entertainment Award für die Nachwuchsförderung für Philipp Poisel
- 2011: Live Entertainment Award für die Nachwuchsförderung für Tim Bendzko
- 2015: Live Entertainment Award Lebenswerk[15]